# 圣马力诺人
圣马力诺人（/səˌmærɪˈniːz/）指圣马力诺共和国的公民或具有该国民族身份的人。

## 语言
圣马力诺以意大利语为其官方语言。当地本土语言称为圣马力诺语（Sammarinese），属罗马涅方言的变体，圣马力诺约83%的人口使用该语言。

## 宗教
尽管圣马力诺历史上曾反对教廷的政治控制，但多数圣马力诺人信奉天主教。该国未设立国教，但圣马力诺的许多官方仪式在圣马利诺斯圣殿（圣马力诺市的主教堂）或其他教堂举行。圣马力诺全国共有九个天主教堂区，均隶属于圣马力诺-蒙特费尔特罗教区。